# Монпансьє (льодяники)

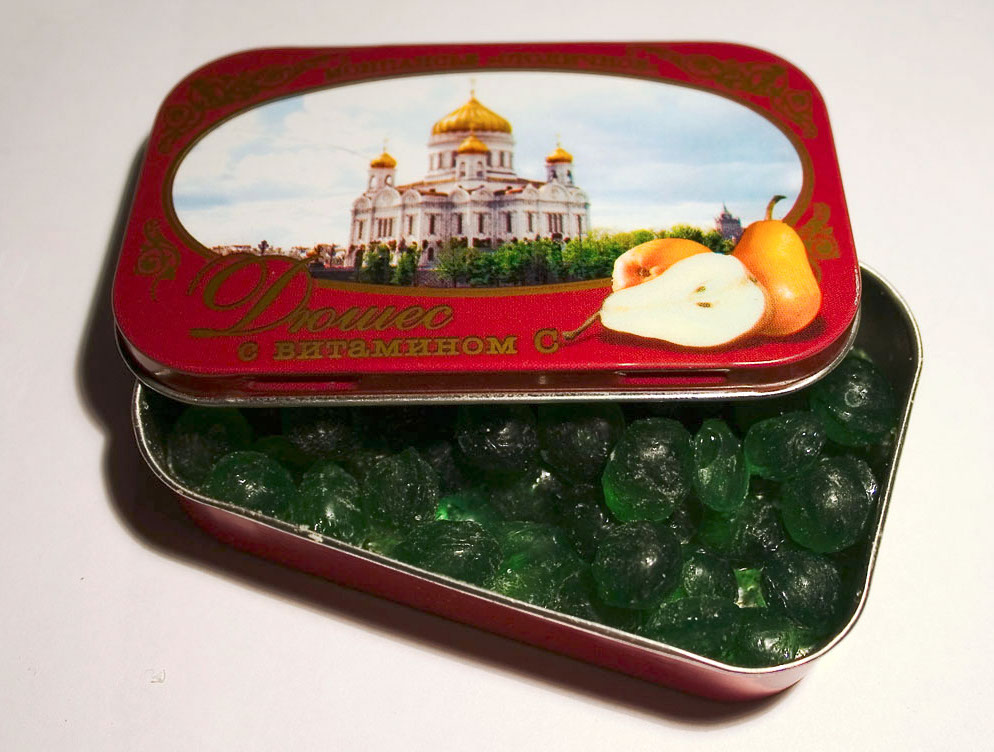
Коробка монпансьє.

Монпансьє (фр. montpensier) — сорт фруктових льодяників.
У минулому для ароматизації цих льодяників використовували прянощі, тепер — фруктові есенції.
Назва походить від герцогині Монпансьє, відомої за романами Дюма-батька як Гранд-Мадемуазель (фр. La Grande Mademoiselle).